# Oude Papeschorpolder
De Oude Papeschorpolder is een polder ten noordwesten van Westdorpe in de Nederlandse provincie Zeeland. De polder behoort tot de Canisvliet- en Moerspuipolders.
De polder ontstond door bedijking van enkele schorren ten noorden van de Autrichepolder. Het precieze bedijkingsjaar is niet bekend. In 1700 werd toestemming verleend, maar sommige bronnen noemen 1702 en andere 1711 als bedijkingsjaar.
De polder is 167 ha groot en kwam vermoedelijk aan haar naam als verwijzing naar de kanunniken van de Onze-Lieve-Vrouwekathedraal te Antwerpen, die hier ooit grote invloed hadden.
De polder staat sterk onder invloed van het Kanaal Gent-Terneuzen, dat in 1827 werd geopend en sindsdien herhaaldelijk verbreed is en dat dwars door de polder loopt, zodat deze in tweeën is gesplitst en zich ter weerszijden van dit kanaal uitstrekt.